# Anteros

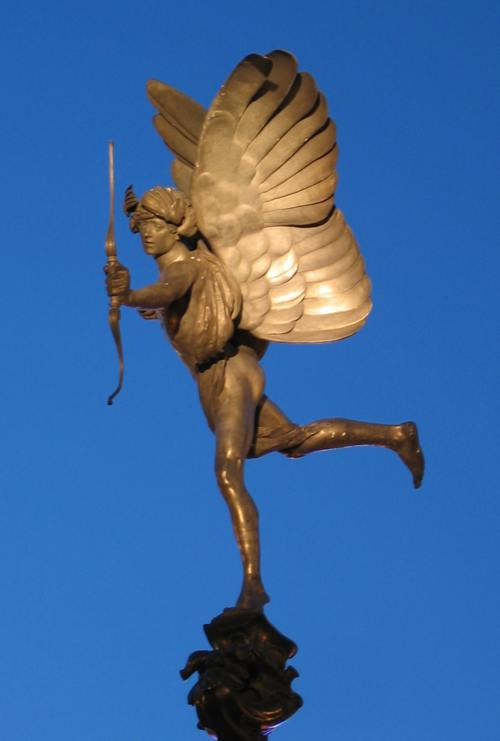
Anteros, popularmente llamado Eros, por Alfred Gilbert, 1885 en Piccadilly Circus.

En la mitología griega Anteros o Antero (Ἀντέρως / Antérōs) es la personificación del amor correspondido y a la vez el vengador del amor sin correspondencia. Es uno de los Amores (Erotes). Su madre, Afrodita, lo dio a su hermano Eros, que estaba solo, como compañero de juegos. Originalmente Anteros se opuso a Eros y luchó contra él, conflicto que también se concibe como la rivalidad existente entre dos amantes. Anteros castigaba a los que desdeñaban y no correspondían al amor de otros, por lo que es el vengador o deus ultor de Eros.
Tan sólo los autores romanos le dieron una genealogía a Anteros. Cicerón dice que la tercera Afrodita es hija de Zeus y Dione, esposa de Hefesto y madre de Anteros por Ares.Eliano refiere que Anteros nació del amor mutuo que se profesaban Poseidón y Nerites.
En Malto, uno de los gimnasios de Elis, también hay también altares de dioses: hay un busto de Heracles y en una de las palestras un relieve con Eros y el llamado Anteros. Eros tiene una rama de palmero y Anteros intenta quitársela.
El ateniense Meles, desdeñando el amor de Timágoras, le pidió que subiese al punto más alto de una roca y se arrojase al vacío. Timágoras, que estaba dispuesto a complacer a su amado en todo lo que pidiese, así lo hizo. Cuando Meles vio que Timágoras había muerto, sufrió tal remordimiento que se arrojó desde la misma roca y murió. Por esta razón alguna gente en Atenas adoraba a Anteros como el espíritu vengador de Timágoras.
Platón, describiendo la naturaleza de las emociones, habla de la experiencia del amado. Dice que cuando el amor se halla presente se le acaban las penas; pero si está ausente, también pasa por lo mismo y desea y es deseado. El otro no siente amor sino un reflejo del mismo, un «anti-amor» (Anteros).
Se le suele representar como un hermoso joven de larga cabellera con alas de mariposas y algunas veces con flechas y un arco.